# 1953 au Maroc
Chronologie du Maroc
- 1949
- 1950
- 1951
- 1952
- 1953
- 1954
- 1955
- 1956
- 1957

Cet article présente les faits marquants de l'année 1953 au Maroc ou relatifs au Maroc.

## Événements
- 15 août : le Glaoui, pacha de Marrakech, soutenu par les colons et l’administration, prend la tête d’un mouvement d’opposition antidynastique et fait proclamer un nouveau chef religieux au Maroc, Ben Arafa ; des troubles éclatent et plus de 20 personnes sont tuées à Oujda[1].
- 20 août : arrestation et exil sur ordre de la Résidence française du sultan du Maroc Sidi Mohammed ben Youssef pour avoir préconisé une révision du régime du Protectorat au détriment de l’autorité française. Il est remplacé par Ben Arafa, qui n’aura aucune autorité[1]. Grave détérioration des rapports franco-marocains. Le terrorisme anti-européen et la répression policière se développent.

## Naissances en 1953
| Nom                    | Activité                           | Date de naissance |
| ---------------------- | ---------------------------------- | ----------------- |
| Pierre Assouline       | Journaliste et romancier français  | 17 avril 1953     |
| Abdelmajid Dolmy       | footballeur international marocain | 20 août 1953      |
| M'hamed Fakhir         | footballeur et entraîneur marocain | 27 juillet 1953   |
| Malika Oufkir          | écrivain marocaine                 | 2 avril 1953      |
| Daniel Sanchez         | footballeur et entraîneur français | 21 novembre 1953  |
| Georges Cohen          |                                    |                   |
| Guy de Kerimel         |                                    |                   |
| Salaheddine Mezouar    |                                    |                   |
| Mustapha Mansouri      |                                    |                   |
| Bernard Reynès         |                                    |                   |
| Faouzi Skali           |                                    |                   |
| Mohamed Saâd Hassar    |                                    |                   |
| Ahmed Lakhrif          |                                    |                   |
| Farida Diouri          |                                    |                   |
| Samuel Hadida          |                                    |                   |
| Jean-Michel Bretonnier |                                    |                   |
| Antoine Gutierrez      |                                    |                   |
| Abdelhamid Chabat      |                                    |                   |
| Ahmed Raïssouni        |                                    |                   |
| Daniel Varsano         |                                    |                   |
| Gilles Ortlieb         |                                    |                   |
| Olga Zrihen            |                                    |                   |
| Mohamed Horani         |                                    |                   |
| Bérangère Bonvoisin    |                                    |                   |
| Dominique de Villepin  |                                    |                   |
| Jean-Jacques Justafré  |                                    |                   |
| Mario Nardelli         |                                    |                   |
| Xavier Pommereau       |                                    |                   |
| Youssef Amrani         |                                    |                   |
| Bernard Sabrier        |                                    |                   |
| Corine Sylvia Congiu   |                                    |                   |
| Sylvie Canet           |                                    |                   |
| Rachid Yazami          |                                    |                   |
| Daoud Aoulad-Syad      |                                    |                   |
| Souâd Bahéchar         |                                    |                   |
| Layla Chaouni          |                                    |                   |
| Touhami Ennadre        |                                    |                   |
| Mohamed Belmahi        |                                    |                   |
| Jean-Claude Mayorgas   |                                    |                   |